# Siskeljärvi (del av en sjö, lat 68,72, long 27,75)
Siskeljärvi är en del av sjön Enare träsk i Finland.   Den ligger i landskapet Lappland, i den norra delen av landet, 1 000 km norr om huvudstaden Helsingfors. Siskeljärvi ligger 120 meter över havet.